# ميناء هونغ كونغ
ميناء هونغ كونغ هو ميناء يقع بمدينة هونغ كونغ على بحر الصين الجنوبي. كان الميناء أحد أكثر موانئ الحاويات ازدحامًا في العالم لسنوات عديدة وفي بعض الأحيان كان أكثر موانئ الحاويات ازدحامًا. كان ميناء الحاويات الأكثر ازدحامًا في العالم من عام 1987 إلى 1989، ومن عام 1992 إلى عام 1997، ومن عام 1999 إلى عام 2004. وبلغت كمية سفن الحاويات التي مرت عبر ميناء الحاويات في هونغ كونغ 25،869 في عام 2016، وبلغ صافي حمولتها المسجلة 386،853 طنًا في عام 2016.